# Луї Шарль де Лабурдонне
Луї Шарль Мае де Лабурдонне (фр. Louis-Charles Mahé de La Bourdonnais, 1795, острів Бурбон — 13 грудня 1840, Лондон) — французький шахіст. Онук Бертрана Франсуа Мае де Лабурдонне. 

## Біографія
Лабурдонне походив із забезпеченої родини й уже в юному віці проводив багато часу за шахами — в паризькому кафе Режанс у нього був власний столик, за яким він майже кожний день засиджувався до півночі. Грав проти кожного, хто був готовий поставити хоч яку-небудь суму на кін. Лабурдонне був учнем Олександра Дешапеля, якого вважали тоді найсильнішим гравцем Франції. 
Прийнято вважати, що від початку 1820-х рр. і до своєї смерті Лабурдонне був найсильнішим шахістом світу. Похований на кладовищі Кенсал-Грін у Лондоні. Серію матчів Лабурдонне проти Олександра Макдоннелла (Лондон, з червня до жовтня 1834, шість матчів, загалом 85 партій) вважають центральною подією шахового життя цього періоду. Лабурдонне виграв перший, третій, четвертий та п'ятий матчі, програв другий, а шостий матч залишився незакінченим: у зв'язку з майновими справами Лабурдонне змушений був повернутися до Франції. Загальний рахунок за партіями показує помітну перевагу Лабурдонне (+45-27 =18), однак в останньому, незавершеному матчі Макдоннелл був попереду (+5-4). Імовірно між Лабурдонне та Макдоннеллом була домовленість щодо продовження зустрічі, проте Макдоннелл помер незабаром після того, як матч був перерваний. За даними англійського журналу "Хроніки шахової гри" (головний редактор Стаунтон) останній матч завершився з результатом +8-3=1 на користь Макдоннелла, тобто загальний рахунок такий: +44-30=14. Підтвердити або спростувати цю інформацію практично неможливо, оскільки всі партії останнього матчу не збереглися. 
Лабурдонне був також видатним теоретиком і пропагандистом шахів. Його «Нове керівництво з гри в шахи» (фр. «Nouveau Traité du jeu des échecs», 1833) перекладене багатьма мовами, у тому числі російською його переклав (А. Д. Петров 1839 року). 1836 року Лабурдонне почав видавати перше шахове періодичне видання, журнал «Паламед» (фр. «Palamède»), яке прискорило розвиток періодичної шахової літератури в Європі.

## Спортивні результати
| Рік  | Назва змагання             | +  | -  | = | Очки     |
| ---- | -------------------------- | -- | -- | - | -------- |
| 1821 | Матч проти О. Дешапеля     | 7  | 0  | 0 | 7 з 7    |
|      | Матч проти Дж. Кохрена     | 6  | 1  | 0 | 6 з 7    |
| 1834 | Матч проти О. Макдоннелла  | 16 | 5  | 4 | 18 з 25  |
|      | Матч проти О. Макдоннелла  | 4  | 5  | 0 | 4 з 9    |
|      | Матч проти О. Макдоннелла  | 6  | 5  | 1 | 6½ з 12  |
|      | Матч проти О. Макдоннелла  | 8  | 3  | 7 | 11½ з 18 |
|      | Матч проти О. Макдоннелла  | 7  | 4  | 1 | 7½ з 12  |
|      | Матч проти О. Макдоннелла  | 4  | 5  | 0 | 4 з 9    |
| 1836 | Серія партій проти Й. Сена | 12 | 13 | 0 | 12 з 25  |